# Cucina afrodisiaca

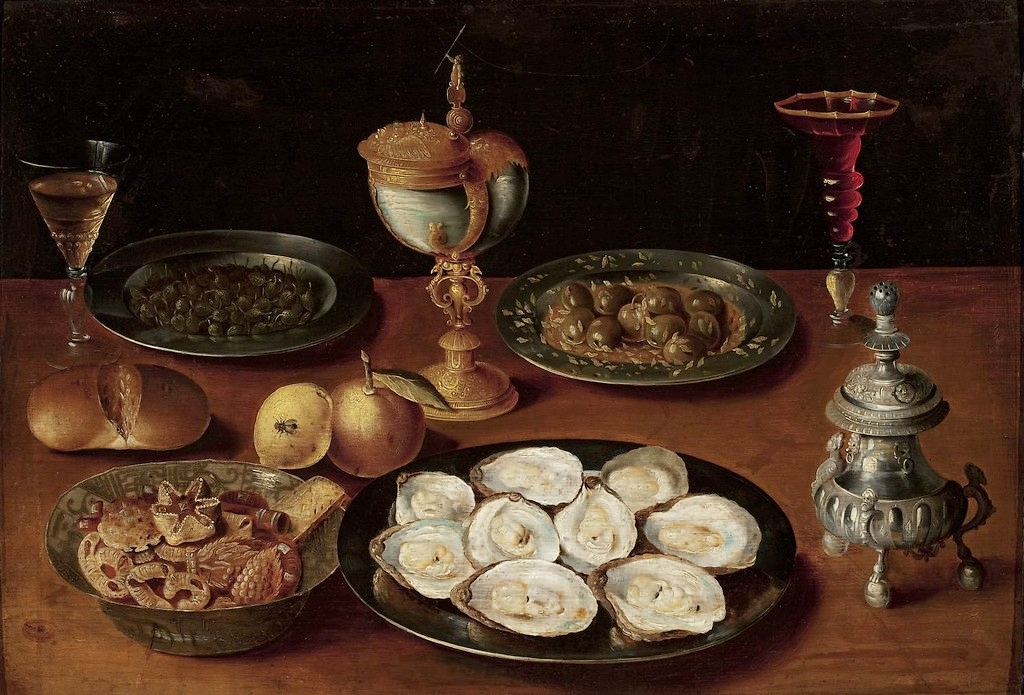
Osias Beert, Natura morta con ostriche, anni '10 del XVII sec.

Con il termine cucina afrodisiaca s'intende l'attività di scelta e preparazione di tutti i cibi che sono ritenuti avere proprietà afrodisiache.
Si suole distinguere, oggi come in passato, tra sostanze afrodisiache - o afrodisiaci - e cibi dalle virtù afrodisiache: le prime sono prese in considerazione dalla farmacologia o dallo studio dei miti; i secondi vengono in conto nei campi della dietetica e della gastronomia.

## Notizie storiche
Una vera e propria cucina (e non soltanto una dieta) afrodisiaca nasce nella seconda metà del XVII secolo, quando si comincia a dar peso, oltre che alle materie prime, alle preparazioni. Mentre l'inventario degli alimenti afrodisiaci si arricchisce di inediti cibi esotici (dai nidi di rondine alle pinne di pescecane) e si afferma la moda di profumare vini e piatti con ambra, muschio e zibetto, gli affaticati e gli insensibili affidano le loro speranze, piuttosto che a singoli alimenti, a un'esasperata alchimia di sapori e aromi. È soprattutto in Francia, nell'età delle «favorite», che si stabiliscono e si affinano le regole della cuisine d'amour. Attribuite alle più celebrate amanti dei sovrani francesi (ma in realtà elaborate, in tempi diversi, nelle cucine regali), sopravvivono numerose ricette che ne immortalano il nome: dalle «Costolette alla Maintenon» ai «Filetti di sogliola alla Pompadour», alla «Suprème di sogliola alla d'Estrée», ai vari piatti intitolati alla contessa du Barry, favorita di Luigi XV.
La cuisine d'amour - che accredita la Francia come la patria d'elezione di entrambe le «discipline» - è rinverdita e rilanciata prima da Anthelme Brillat-Savarin e, più in là, dal sedicente Sire de Baudricourt, il cui fantasioso e fortunato trattatello diverrà il modello di tutti i successivi manuali di cucina afrodisiaca. Tra questi andranno almeno ricordati La cucina dell'amore del catanese Omero Rompini (1926), documento garbato, saporoso e un po' patetico della stagione del tabarin, e Venere in cucina di Pilaff Bey, pseudonimo dello scrittore inglese Norman Douglas, un ricettario secco e alquanto riciclatorio compilato in Italia, per uso personale, tra il 1902 e il 1936 e pubblicato nel 1951 con la prefazione di Graham Greene.
I più recenti ricettari di cucina afrodisiaca sono le Ricette immorali dello scrittore spagnolo Manuel Vázquez Montalbán: un ricettario eclettico infarcito di divagazioni divertenti, sdrammatizzanti e un po' surreali, e Afrodita di Isabel Allende, una chiacchierata alla buona sulla cucina, il sesso e i loro eventuali rapporti, inframmezzata da citazioni storico-letterarie, ricordi personali, consigli di buon senso e fantasie cautamente perverse.

## Alimenti e attività sessuale
È convinzione antica e radicata che gli alimenti influiscano positivamente o negativamente sugli stimoli e sulle prestazioni sessuali. «Sine Bacco et Cerere frigescit Venus», sentenziavano i romani.
Le liste di proscrizione degli ordini monastici, incrociate con le raccolte di rimedi e «segreti» per i debilitati e i frigidi (il ricettario di Caterina Sforza, per esempio), ci consentono di redigere il catalogo degli alimenti considerati afrodisiaci - perché rinvigorenti o perché eccitanti - nel Medioevo come anche in età rinascimentale e barocca. Erano ritenuti risuscitatori della carne tutti i cibi «caldi», «ventosi» e «duri da digerire»: tra i vegetali, i ceci, le fave, le cipolle, i porri, i cavoli, le melanzane, le castagne, i pinoli, le mandorle, i fichi secchi, le spezie in genere e soprattutto i tartufi, che - a detta del medico Baldassarre Pisanelli - «aumentano lo sperma e l'appetito del coito»; tra i pesci e affini, le ostriche, i granchi di fiume e le uova di tutti i pesci; tra i grassi, il burro. Particolarmente efficace era giudicato il cervello di qualsiasi animale, e la carne dei piccioni e degli sfrenati passeri, capaci - secondo Aristotele - di «coire» ottantatré volte nel giro d'un'ora; erano reputati autentici toccasana, infine (e s'intende perché), i testicoli di toro e d'agnello, da cui in effetti specie se mangiati crudi è possibile assorbire una certa quantità di testosterone, i «granelli» di gallo e il membro del cervo.
Un cenno meritano anche il frumento e il mais, o meglio ancora la polenta, di cui solo recentemente sono state ipotizzate potenziali qualità afrodisiache. Il tegumento esterno del chicco di frumento (ciò che finisce in crusca, in altre parole) contiene infatti l'aleurone, una sostanza che ha appunto effetti «potenzianti» sull'uomo. Che siano dovute alla crusca che «respirano» le non comuni capacità amatorie attribuite ai mugnai? D'altra parte anche su chi mugnaio non è pare che l'effetto sia assicurato, visto che ancora oggi a Saint-Cast-le-Guildo (dipartimento Côtes-d'Armor, Francia) si parla del «mulino d'Anna» e del duca d'Aiguillon 1720, Francia - 1788, Francia], che nel 1758, durante la Guerra dei sette anni (1756-1763), proprio in quel mulino si coprì più di farina che di gloria.
Riguardo al mais, il suo effetto afrodisiaco sarebbe dovuto alla mancanza, in questo alimento (più unico che raro, sotto questo aspetto), del triptofano, una sostanza da cui viene sintetizzata la serotonina, che è un inibitore.
Proprietà stimolanti, legate probabilmente al loro effetto blandamente irritante sulle vie urinarie e sull'intestino, sono ancora riconnesse a molte spezie, tra cui il pepe e la noce moscata; così come all'uso gastronomico del cacao e del ginseng per i relativi effetti tonici o eccitanti.
Non vanno dimenticati infine i «pousse l'amour», cocktail per così dire alimentari, ottenuti versando in un bicchiere da sherry un tuorlo d'uovo e, senza mescolarli, ma facendo in modo che risultino stratificati, liquori (freddi, ma non ghiacciati) dai colori diversi (ad esempio, nell'ordine, 1/3 di maraschino, un tuorlo d'uovo, 1/3 di Bénédictine e 1/3 di cognac).